# Ramovča vas
Ramovča vas (nemško Rammersdorf) je naselje v Občini Velikovec v Okraju Velikovec na Koroškem v Avstriji.